# Shaka y Dres
Shaka y Dres es un dúo musical belga-salvadoreño formado en 2006 por los hermanos Antonio y Andrés Morales. Su música es una fusión de ritmos como hip-hop, reggae positivo, rap francés, y sonidos salvadoreños y europeos.

## Trayectoria

### Comienzos del  dúo
En 2006 viajaron a Costa Rica y empezaron a grabar las canciones y los ritmos de sus canciones. Luego llegaron a El Salvador y allí fue donde tuvieron éxito.

### 2006-2011: Pas de panique
En 2011 tras mucho tiempo de estar trabajando, lanzan su primer sencillo titulado Pas de panique, perteneciente a su primer álbum "Pas de panique". La canción tuvo un gran éxito en El Salvador y logró ocupar los primeros puestos de las listas y emisoras locales. En el mismo disco también se encuentran las canciones Cambio Climático, Hay una niña, Sola, Filosofía de Amor, 
C’est moi que t'aime, y No quiero estar contigo
En ese mismo año fueron invitados a interpretar el himno de la Teletón, llamado No hay imposibles con la salvadoreña Adriana Mateu.
Durante finales de 2011 a mediados de 2012, estuvieron de gira por varios países como Estados Unidos, Canadá, México, Centroamérica, Colombia y Venezuela

### 2012-presente: Demasiados Recuerdos
Luego de acabar su gira, viajaron a México para hacer un colaboración con la cantante mexicana Yam, la canción fue titulada Como la ves, la canción fue un éxito y logró debutar en las cadenas musicales HTV, MTV Latino, Telehit, entre otras. 
Tiempo más tarde viajaron a Nicaragua para hacer una nueva versión de Pobre la María con el cantante nicaragüense Luis Enrique Mejía Godoy. Meses después regresaron a El Salvador para filmar el video de su próximo sencillo titulado Cariñito. El video fue rodado en las playas de El Salvador, y logra debutar en la cadena musical venezolana HTV.
En 2014 y 2015 publicaron sus nuevos sencillos No quería nada y Ella como yo respectivamente. En agosto de 2015 publicaron su según álbum titulado Demasiados Recuerdos producido por Tigo Music.

## Presentaciones en vivo
Shaka y Dres han tenido varias presentaciones a lo largo de su trayectoria, y han estado de gira por varios países como Estados Unidos, Canadá, México, Centroamérica y parte de Sudamérica.
Además han abierto conciertos para grandes artistas de la talla de Calle 13, Tito "El Bambino", Romeo Santos, Juan Luis Guerra, entre otros.

## Discografía
| Álbumes - Pas de Panique (2011) - Demasiados Recuerdos (2015) | Sencillos - Pas de Panique (2010) - Cambio Climático (2010) - Hay una Niña (2011) - No hay imposibles (himno Teletón) (con la participación de Adriana Mateu) (2011) - Sola (2011) - Filosofía de Amor (2011) - C’est moi que t'aime (2011) - No quiero Estar Contigo (2011) - Como la ves (con la participación de Yam) (2012) - Pobre la María (con la participación de Luis Enrique Mejía Godoy) (2013) - Patria de maíz (con la participación de Luis Enrique Mejía Godoy) (2013) - Cariñito (2013) - No quería nada (2014) - Ella como yo (2015) |